# Справжній біль
«Справжній біль» (англ. A Real Pain) — американо-польський трагікомедійний кінофільм 2024 року, другий в режисерській і сценарній кар'єрі Джессі Айзенберга. Головні ролі виконали сам Айзенберг і Кіран Калкін.
Світова прем'єра стрічки відбулась 20 січня 2024 року в конкурсній програмі кінофестивалю «Санденс», де критики сприйняли її вкрай високо, а Джессі Айзенберг був нагороджений призом за найкращий сценарій. В український прокат «Справжній біль» вийшов 20 лютого 2025 року.
Сценарій Джессі Айзенберга та акторська робота Кірана Калкіна були відзначені багатьма нагородами, зокрема премією «Оскар» за роль Калкіна.

## Сюжет
Девід живе в Нью-Йорку, виховує сина та працює в рекламній галузі. В молоді роки вони з двоюрідним братом Бенджі були нерозлийвода, але з часом родичі перестали підтримувати зв'язок. 40-річний Бенджі, на думку Девіда, так і не зміг знайти себе. Після смерті улюбленої бабусі, яка вижила під час Голокосту, брати вирушають у подорож найтрагічнішими польськими місцями Другої світової війни…

## У ролях
- Джессі Айзенберг — Девід Каплан
- Кіран Калкін — Бенджі Каплан
- Вілл Шарп — Джеймс, екскурсовод
- Дженніфер Ґрей — Марша
- Курт Ег'яван — Ілог
- Ліза Садови — Дайан
- Деніел Орескес — Марк
- Еллора Торчія — Прія

## Створення
Для Джессі Айзенберга «Справжній біль» став частково автобіографічною та особистою роботою. Двоюрідна бабуся режисера також походила з Польщі, тож у 2008 році він, разом зі своєю дружиною, відвідав фактично всі місця, у яких бувають герої фільму. У 2013 році Айзенберг написав п'єсу «Ревізіоніст», багато тем якої пізніше переніс до «Справжнього болю».

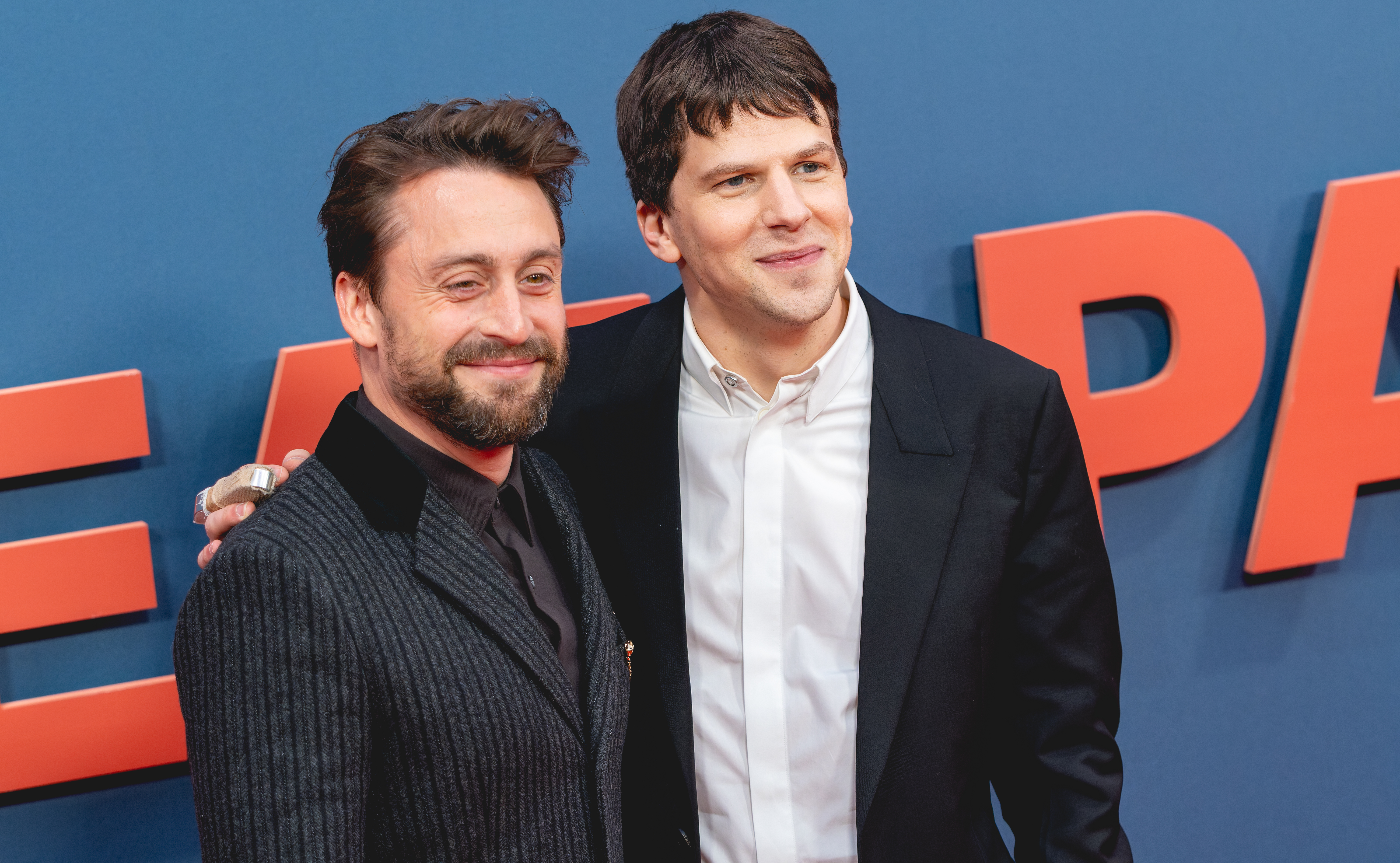
Кіран Калкін (ліворуч) і Джессі Айзенберг на прем'єрі фільму, жовтень 2024 року

Наприкінці 2021 року Айзенберг показав фінальну версію свого режисерського дебюту «Коли ти закінчиш рятувати світ» відомому режисеру монтажу, який був обурений тим, що персонажі та історія так і не залучають глядача в достатній мірі. Починаючи роботу над «Справжнім болем», режисер згадав поради співбесідника та зробив персонажів максимально симпатичними глядачеві.
Айзенберг познайомився з Кіраном Калкіним ще у 2009 році, на знімальному майданчику комедії «Вітаємо у Зомбіленді», де той здався йому «найприємнішим актором свого покоління». Підбираючи акторський склад «Справжнього болю», режисер сам хотів зіграти Бенджі, але продюсери переконали його, що емоційні «гойдалки» персонажа будуть занадто відволікати Айзенберга від режисури фільму. Дружина та сестра постановника запропонували на цю роль Калкіна. Пізніше актор згадував, що сценарій стрічки був одним із небагатьох у його житті, під час прочитання якого він сміявся на весь голос:
|  | Я точно знайомий із Бенджі в житті. Як Джессі заліз до нього в голову? На показах фільму я постійно чую: «В моєму житті є такий Бенджі». Я такий: «Ви теж із ним знайомі? Він такий же, як і мій?». |

Фільмування «Справжнього болю» пройшло в травні та червні 2023 року в Польщі, зокрема на території колишнього концентраційного табору Майданек. Команда фільму складалась наполовину з американців, наполовину — з поляків, зокрема й тих, що працювали над Голокост-драмою Джонатана Ґлейзера «Зона інтересу».

## Сприйняття
Після прем'єри на кінофестивалі «Санденс» фільм був вкрай високо оцінений критиками, а Джессі Айзенберг за результатами фестивалю був нагороджений призом імені Волдо Солта за найкращий сценарій. У пресі відзначали максимально вдале балансування стрічки між драматичними та комедійними елементами, а низка оглядачів назвала образ Бенджі роллю всього життя Кірана Калкіна (Нік Шейгер, The Daily Beast). «„Справжній біль“ легко дивитись, це бадді-муві, вкорінений в екзистенційній розвазі словесного спарингу. … Джессі Айзенберг став значним режисером, а Кіран Калкін — кінозіркою» — писав Оуен Глейберман (Variety). Натепер рейтинг фільму на Metacritic складає 86 %, на Rotten Tomatoes — 96 %.
За підсумками 2024 року «Справжній біль» обійняв 12 місце у компіляційному переліку найкращих фільмів року. Для визначення цього було проаналізовано понад 900 особистих списків найкращих фільмів року від світових кінокритиків.

## Нагороди
- Кінофестиваль «Санденс» — приз імені Волдо Солта за найкращий сценарій (Джессі Айзенберг)
- Міжнародний кінофестиваль «Хартленд» — приз «Гумор і гуманність»
- Міжнародний кінофестиваль у Ла-Рош-сюр-Іон — спеціальний приз журі
- Міжнародний кінофестиваль у Палм-Спрінгс — приз за акторський прорив (Кіран Калкін)
- Премія «Готем» — номінація за найкращу другорядну роль (Кіран Калкін)
- Премія «Астра» — 2 нагороди: «Найкращий актор другого плану» (Кіран Калкін), «Найкращий оригінальний сценарій» (Джессі Айзенберг); 3 номінації: «Найкращий фільм», «Найкраща комедія або мюзикл», «Найкращий актор» (Джессі Айзенберг)
- Премія Спільноти кінокритиків Нью-Йорка найкращому актору другого плану (Кіран Калкін)
- Премія «Незалежний дух» — 2 нагороди: «Найкраща роль другого плану» (Кіран Калкін), «Найкращий сценарій» (Джессі Айзенберг)
- Премія Національної ради кінокритиків США — 2 нагороди: «Найкращий актор другого плану» (Кіран Калкін), включення до списку 10 найкращих фільмів року
- Премія Асоціації кінокритиків Лос-Анджелеса — 2 нагороди: «Найкраща другорядна роль» (Кіран Калкін), «Найкращий сценарій» (Джессі Айзенберг)
- Премія «Золотий глобус» — нагорода найкращому актору другого плану (Кіран Калкін), 3 номінації: «Найкращий фільм — комедія або мюзикл», «Найкращий актор у кінофільмі — комедія або мюзикл» (Джессі Айзенберг), «Найкращий сценарій» (Джессі Айзенберг)
- Премія «Вибір критиків» — 2 нагороди: «Найкраща комедія», «Найкращий актор другого плану» (Кіран Калкін); номінація за найкращий оригінальний сценарій (Джессі Айзенберг)
- Премія BAFTA — 2 нагороди: «Найкраща чоловіча роль другого плану» (Кіран Калкін), «Найкращий оригінальний сценарій» (Джессі Айзенберг)
- Премія Гільдії кіноакторів США — нагорода в категорії «Найкраща чоловіча роль другого плану» (Кіран Калкін)
- Премія «Оскар» — нагорода в категорії «Найкраща чоловіча роль другого плану» (Кіран Калкін); номінація в категорії «Найкращий оригінальний сценарій» (Джессі Айзенберг)